# Robertininae
Robertininae es una subfamilia de foraminíferos bentónicos de la familia Robertinidae, de la superfamilia Robertinoidea, del suborden Robertinina y del orden Robertinida. Su rango cronoestratigráfico abarca desde el Paleoceno hasta la actualidad.

## Clasificación
Robertininae incluye a los siguientes géneros:
- Robertina
- Robertinoides